# Wojciech Urbański (fizyk)
Wojciech Urbański (ur. 28 marca 1820 w Dubrawce, zm. 25 czerwca 1903 we Lwowie) – polski fizyk, doktor filozofii, bibliotekarz uniwersytetu lwowskiego.

## Życiorys
Urodził się 28 marca 1820 w Chodorowie w zubożałej szlacheckiej rodzinie Jana i Antoniny z domu Woyna. Uczęszczał do szkoły w Brzeżanach oraz w Stanisławowie. W 1839 rozpoczął studia prawnicze na Uniwersytecie Lwowskim, zgodnie z rodzinną tradycją. Z powodu trudności finansowych utrzymywał się z udzielania korepetycji i podjął pracę guwernera w rodzinie Adama Baworowskiego. Dzięki jego wsparciu oraz Konstantego Siemieńskiego mógł samodzielnie zdobywać wiedzę z matematyki i fizyki.
W 1846 wyjechał do Wiednia i na tamtejszym Uniwersytecie uczęszczał na wykłady Andreasa von Ettingshausena, austriackiego matematyka i fizyka. W 1847 przedstawił rozprawę na temat elektrostatyki i po zdaniu egzaminu, uzyskał stopień doktora filozofii.
Po powrocie do Lwowa starał się o zatrudnienie na Uniwersytecie Lwowskim. Władze austriackie nie były zainteresowane zatrudnianiem Polaków, z tego powodu zatrudnił się w gimnazjum w Przemyślu jako profesor filozofii oraz fizyki i matematyki.
We wrześniu 1848 Urbański został zatrudniony w bibliotece Uniwersytetu Lwowskiego i od kwietnia 1858 obejmował stanowisko kustosza.
W 1850 uzyskał habilitację za pracę Proces oddychania określony ze stanowiska umiejętności dzisiejszej. 
W 1859 Wojciech Urbański został mianowany dyrektorem Biblioteki Uniwersyteckiej i sprawował urząd aż do przejścia w stan spoczynku w 1892, tj. przez 33 lata. Mimo kilkukrotnych starań nie udało mu się uzyskać katedry na Uniwersytecie Lwowskim czy też Krakowskim.
Był dwukrotnie żonaty, z pierwszą żoną miał syna Aurelego, drugą jego żoną była córka poety i geografa Wincentego Pola - Julia.
Przeżył swojego syna Aurelego, który zmarł w 1901 i zmarł 25 czerwca 1903 we Lwowie.

## Publikacje
Wybór z publikacji:
- Złotnik najtańszy czyli galwanizm w praktyce. Przemyśl, 1848.
- Fizyka elementarna ułożona dla niższych gimnazyów i dla szkół realnych Cz. 1, Lwów 1849.
- Nauka gospodarstwa wiejskiego popularnie wyłożona. Część 1 przygotowawcza. Lwów 1949.
- Wiadomości z fizyki, chemii i mechaniki Dra. Kunzeka. Wolny przekład z niemieckiego. Lwów 1849.
- Pogląd na naukę o tak zwanych nieważkich istotach (imponderabiliach). „Pamiętnik Literacki”,Lwów 1850.
- Proces oddychania określony ze stanowiska umiejętności dzisiejszej. „Pamiętnik Literacki”,Lwów 1850.
- Über ein Problem aus Elektrostatik. (Abdruck aus dem Programm des k. k. Akademischen Obergymnasium in Lemberg für d. Jahr 1850).
- Fizyka. Na trzecią klasę w gimnazyach niższych. Lwów 1851.
- Geometryja wyłożona sposobem uzmysławiającym do użytku w gimnazyach niższych. Lwów 1851
- O cholerze i sposobie powstrzymania onejże. Lwów 1955.
- O warunkach rozwijania się roślin. „Przyroda i Przemysł”, Poznań 1857.
- O kometach. Nakładem i czcionkami Ludwika Merzbacha, Poznań 1958.
- Przekład: Alexander von Humboldt, Obrazy natury. Z umiejętnymi objaśnieniami. Tom 1.,s. 246; Tom 2., s. 279. Nakład B. M. Wolffa, Petersburg 1859-1860
- Metoda badania i zdobycze fizyki nowoczesnej. Lwów 1862.
- Theorie  des  Potenzials  und  dessen  Anwendungen  auf  Electricität. Friedländer und Sohn Verlag. Berlin 1864.
- O prawach wzajemności mechanicznej pracy, żywej siły ruchu i ciepła. „Tygodnik Naukowy”, Lwów 1865.
- Fizyka umiejętna ze stanowiska najnowszych poglądów i odkryć wyłożona. Tom I. Nakład i druk S. Orgelbranda, Warszawa 1866.
- Zasady fizyki dla uczącej się młodzieży metodycznie wyłożone. Nakład i druk S. Orgelbranda, Warszawa 1867.
- Fizyka umiejętna ze stanowiska najnowszych poglądów i odkryć wyłożona. Tom II. Nakład i druk S. Orgelbranda, Warszawa 1867.
- Fizyka na czwartą klasę w niższych gimnazyach. Wyd. 2 stosownie przerobione. Nakład i druk S. Orgelbranda, Warszawa 1868.
- Fizyka na trzecią klasę w niższych gimnazyach. Wyd. 2 stosownie przerobione. Nakład i druk S. Orgelbranda, Warszawa 1868.
- Zarys pierwotnych dziejów ziemi naszej. Lwów 1869.
- Krytyczny pogląd na sprawę teatru we Lwowie. „Dziennik Polski”, Lwów 1869.
- Stosunek Bakona Werulamskiego do dzisiejszej metody w naukach przyrodniczych. „PrzewodnikNaukowy”, Lwów 1874.
- O meteorytach i gwiazdach spadających. „Tydzień Literacki”, Rok 1, Lwów 1874.
- O związku komet z gwiazdami spadającymi. „Tydzień Literacki”, Rok 1, Lwów 1874.
- O ciemnych ciałach niebieskich. „Przewodnik Naukowy i Literacki”, Lwów 1876.
- Uwagi nad skutkami gazowych wybuchów na słońcu i gwiazdach. „Kosmos. Miesięcznik PTPim. M. Kopernika”, Lwów 1877.
- Zarys pierwotnych dziejów ziemi. „Przewodnik Naukowy”, Lwów 1877.
- O niższych rzędu grzybkach (bakteryach). Lwów 1880.
- O sposobie układania się elektryczności na dwóch odosobnionych (izolowanych) przewodnikach kulistych, w takim oddaleniu od siebie zostających, iż jeden z nich w drugim elektryczność wzniecić, to jest nań przez influencyą działać może. „Pamiętnik Towarzystwa Nauk Ścisłych w Paryżu”. Tom XII. Stron 16, Nakładem Biblioteki Kórnickiej, Paryż 1882.
- O sposobie układania się elektryczności do równowagi na wolnym, odosobnionym przewodniku elipsoidalnym i działania jego w tym stanie na jakikolwiek punkt zewnętrzny. Pamiętnik Towarzystwa Nauk Ścisłych w Paryżu. Tom XII. Stron 12, Nakładem Biblioteki Kórnickiej, Paryż 1882.
- O wpływie jakości powietrza atmosferycznego na zdrowie i życie człowieka. Lwów 1883.
- O cholerze w Hiszpanii (Głos przestrogi) I, II, III. Lwów 1885.
- O znaczeniu  pary  wodnej  w powietrzu  atmosferycznym  dla  zdrowia  naszego.  „Ateneum. Pismo naukowe i literackie”, Warszawa 1887.
- Nasza hygiena i walka nasza z mikrobami. Lwów 1890.
- O postępach w astronomii i fizyce od najdawniejszych czasów do końca XIX stulecia. Szkice historyczno-naukowe. Lwów 1901.
- Przyczynek  do  historii  badań  magnetyzmu  ziemskiego  w  Polsce.  „Wiadomości Matematyczne”,tom 7, Warszawa 1903.